# Nycteribia meridiana
Nycteribia meridiana är en tvåvingeart som beskrevs av Maa 1971. Nycteribia meridiana ingår i släktet Nycteribia och familjen lusflugor. Inga underarter finns listade i Catalogue of Life.